# Šluknov (zámek)
Šluknovský zámek je renesanční panské sídlo ve stejnojmenném městě v okrese Děčín v Ústeckém kraji. Zámek je chráněn jako kulturní památka.

## Historie

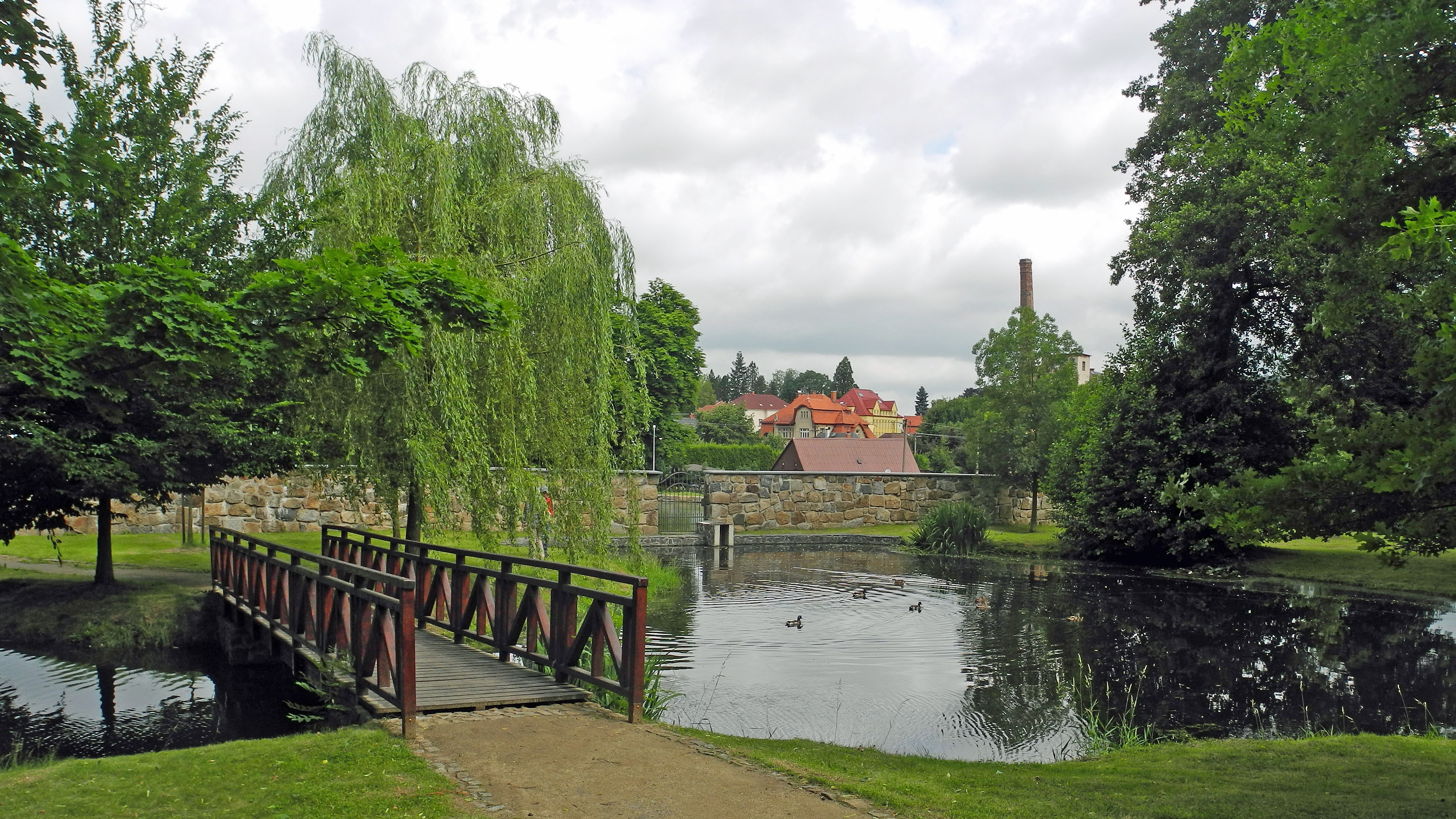
Zámecký park

Území, na kterém postupně šluknovské panství vznikalo, patřilo původně k míšeňské marce. Ve 2. polovině 13. století se spolu s panstvím Hohnštejn stalo vlastnictvím Berků z Dubé a patřilo jim prakticky až do doby vlády Jiřího z Poděbrad, kdy byla ve Šluknově vybudována tvrz, která se poprvé připomíná v roce 1487 jako majetek saského maršála Hugolda ze Šlejnic. Bylo to dřevěné panské sídlo, k němuž náležel pivovar, sladovna a zahrada s chmelnicí. 
V roce 1566 panství Šluknov obdržel Arnošt ze Šlejnic, který pravděpodobně po smrti svého otce Jiřího ze Šlejnic nechal na místě původní tvrze vybudovat mezi léty 1566–1573 nové reprezentační sídlo ve stylu saské renesance. V roce 1618 se krátce majitelem Šluknova stal Ota Staršedl, rytíř ze Staršedlu. Je zajímavé, že ten se jako katolík zapletl do stavovského povstání na straně českých stavů proti Ferdinandovi, což mělo pro něho nepříjemný důsledek - jeho majetek propadl ze třetiny pobělohorským konfiskacím. V témže roce královská komora prodala Šluknov Wolfgangu hraběti z Mansfeldu za 105 000 kop míšeňských a 3. prosince 1635 se mu podařilo darem získat sousední panství Hanšpach. Beze změny tento majetek zůstal však jen krátkou dobu - do smrti Volfova syna Karla Adama († 1662). Jelikož neměl žádných přímých potomků, přechází majetek roku 1662 na jeho sestry Žofii Anežku a Kristýnu Alžbětu. Prvý rok vládnou na obou panstvích společně. 

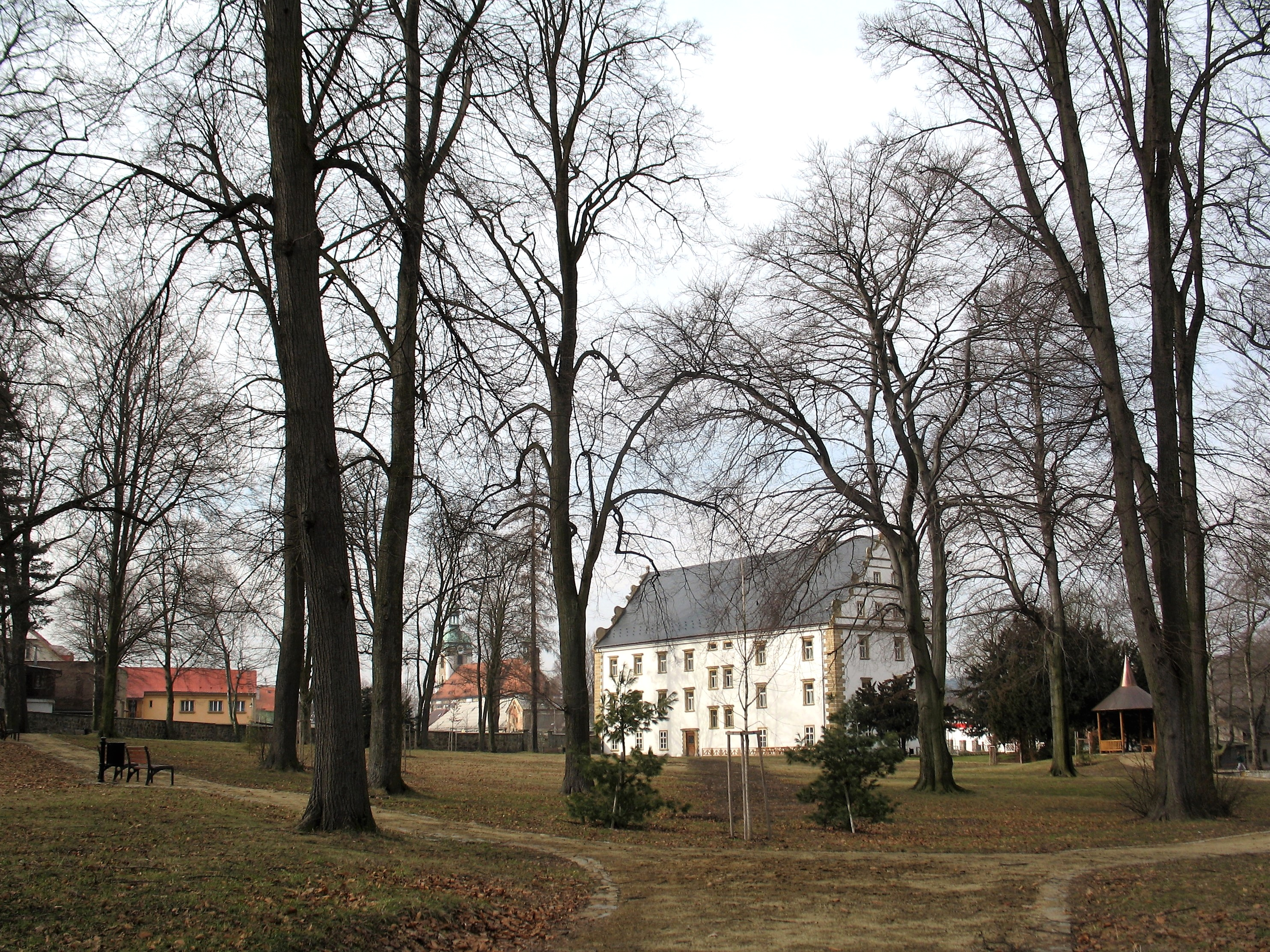
Zámecký park v zimě

Teprve 20. října 1663 došlo k rozdělení, kterým se Lipová dostává dětem Kristýny Alžběty a Šluknov získává Žofie Anežka, provdaná Ditrichštejnová. Ke šluknovskému panství připojila statky a panství Velké Březno, Mirošovice a Markvartice a tento celek po ní v roce 1677 zdědil syn hrabě Filip Zikmund z Ditrichštejna. Ten krátce nato svým sňatkem obohatil rodový majetek ještě o Janovice u Rýmařova na severní Moravě. Po Filipově smrti se v roce 1716 dědičkou tohoto panství stala Marie Ernestina, provdaná Gallasová. Po pěti letech ovdověla a provdala se za hraběte Aloise Tomáše z Harrachu. V držení Harrachů zůstal Šluknov i s ostatním panstvím až do roku 1876, kdy byl prodán saskému komerčnímu radovi Arnoštovi Grumbtovi za 1 milion zlatých. Jeho potomci jej drželi až do 30. let 20. století, kdy posledním nabyvatelem se stává Ervín Leopold z Nostic-Rienecku, majitel velkostatku Pakoměřice - Měšice u Prahy. 
Po druhé světové válce byl Šluknov jako německý majetek zkonfiskován a vlastníkem se stalo město Šluknov. Dne 4. října 1949 bylo v zámku otevřeno městské muzeum.
Dne 2. dubna 1986 z neznámých příčin vypukl v zámku požár, který zcela zničil krov včetně krytiny střechy, dále celé třetí patro a značnou část druhého patra. Generální oprava zámku ve Šluknově byla ukončena již v roce 1990, a to z důvodu nedostatku finančních prostředků, které byly čerpány z dotací Okresního národního výboru v Děčíně. Během několika let nečinnosti začal zámek pomalu chátrat. V letech 2000–2001 byla vypracována projektová dokumentace kompletních stavebních úprav objektu a od roku 2005 byly zahájeny práce na celkové rekonstrukci objektu.
V roce 2006 byly dokončeny kompletní stavební úpravy přízemí objektu, statické zajištění objektu, restaurování maleb vstupního sálu, napojení objektu na inženýrské sítě a vydláždění přístupových komunikací a parkoviště. V roce 2007 bylo stavebně dokončeno 1. patro, kde se nachází obřadní síň kombinovaná se vzdělávacího a školícím centrem, přípravna svateb, kancelář matriky a zvuková místnost, malý sál (zasedací místnost), tři místnosti s interiérovou dobovou výzdobou.
V roce 2008 následovala kompletní rekonstrukce 2. patra, vyměněna střešní krytina za břidlici, obnovena fasáda. Po dokončení úprav objektu zámku v roce 2009 byl upraven také přilehlý zámecký park, a to zhotovením vstupních bran, uzavřením zámeckého parku (dozdění ohradní zdi) a jeho celková revitalizace.

## Současnost
| Rok  | Počet návštěvníků |
| ---- | ----------------- |
| 2015 | 2 386             |
| 2016 | 2 135             |
| 2017 | 2 377             |
| 2018 | 2 175             |
| 2019 | 3 037             |
| 2020 | 2 762             |
| 2021 | 2 133             |

Dnes má zámek prvorepublikový prohlídkový okruh, v jehož rámci jsou otevřeny téměř všechny prostory zámku, včetně dobových místností s původními exponáty. Tento okruh je věnován poslednímu majiteli šluknovského panství Ervínu Leopoldovi z Nostic-Rienecku. Během prohlídky se prochází jeho apartmánem, kde lze spatřit kancelář, šatnu, ložnici, dětský pokoj i jídelnu. V přízemí zámku sídlí Regionální informační centrum.